# Карл Роберт Якобсън
Карл Роберт Якобсън е естонски политик, писател и театрален деец. Якобсън е една от най-важните фигури в Естонското национално движение.

## Биография
Карл Роберт Якобсън е роден на 26 юли 1841 г. в Тарту. През 1878 г. Якобсън основава естонския вестник „Сакала“.

## Произведения
частична библиография
- Kooli Lugemise raamatu (1867—1876)
- Uus Aabitsaraamat (1867)
- Veikene Geograafia (1868)
- Teadus ja Seadus põllul (1869)
- Wanemuine Kandle healed (1869—1871)
- C. R. Linnutaja laulud (1870)
- Rõõmus laulja (1872)
- Artur ja Anna (1872)
- Kuidas põllumees rikkaks saab (1874)
- Kuidas karjad ja nende saagid meie põllumeeste rikkuse allikaks saavad (1876)
- Sakala Kalender põllumeestele (1880)
- Helmed (1880)